# Enebærodde
Enebærodde er en 6 km lang og 20 til 750 meter bred landtange på Nordfyn mellem Kattegat og vestsiden af Odense Fjord. 
Tangen er Fyns største sammenhængende hedeområde og er opkaldt efter de enebærbuske, der vokser på heden. 
På tangen vokser der også klokkelyng, hedelyng og revling. 
Blandt dyrelivet er der hugorm, snog og firben, medens området ved Odense Fjord er et vildtreservat for fugle.
Området, der er fredet, er ejet af stiftelsen på godset Hofmansgave.

## Gabet
Mellem Enebærodde og Lodshuse på Hindsholm er et kun 400 meter bredt sejlløb kaldet Gabet, som danner forbindelsen mellem Odense Fjord og Kattegat. Dette sejlløb benyttes, når skibe forlader Odense Staalskibsværft.
Ved Gabet er der et 14 meter højt fyrtårn opført i 1869 samt skanser fra Englandskrigene (Napoleonskrigene), som skulle beskytte Odense mod angreb.